# Waalse kerk (Zwolle)

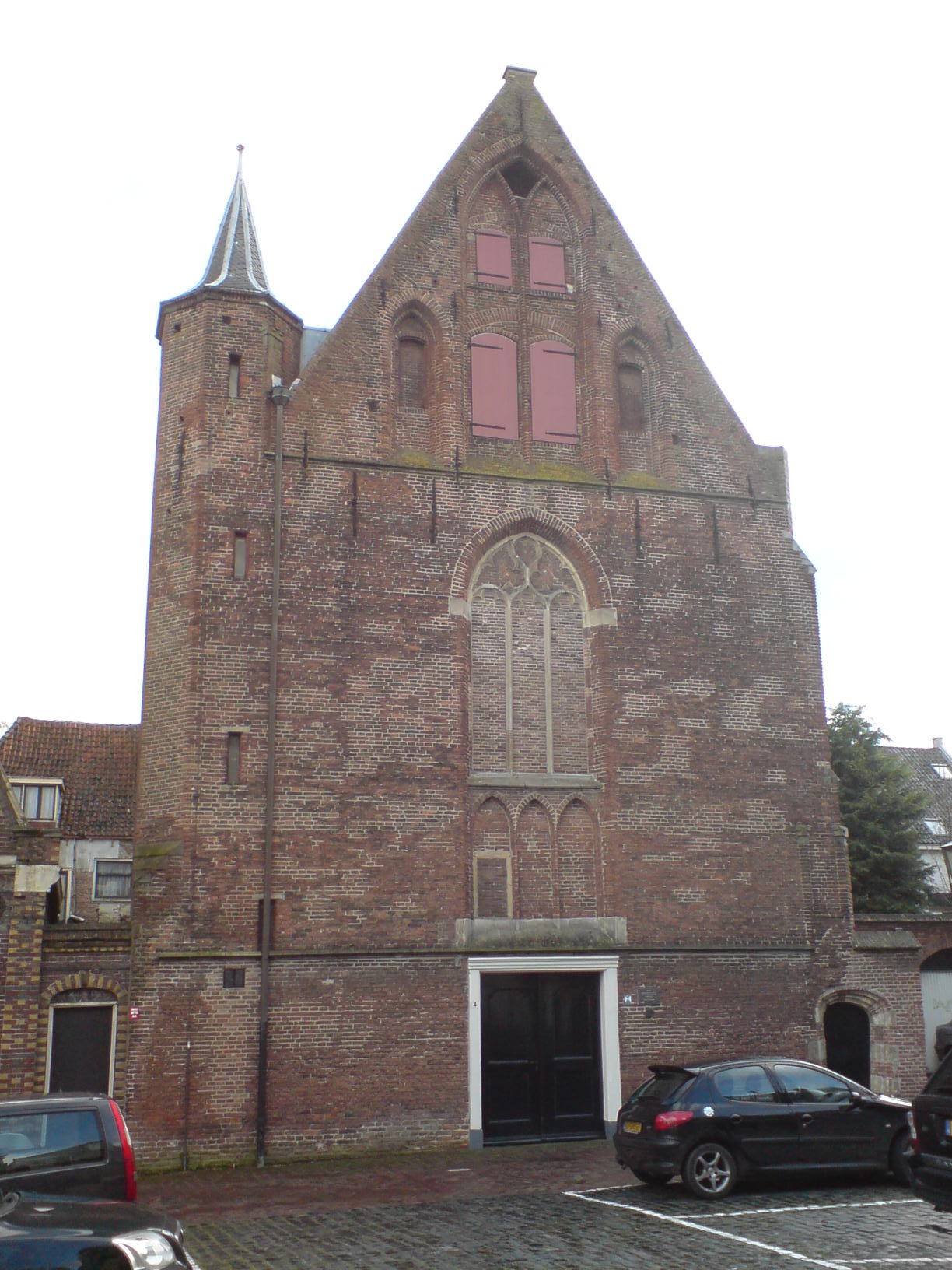
De Waalse kerk aan de Schoutenstraat 4 te Zwolle.

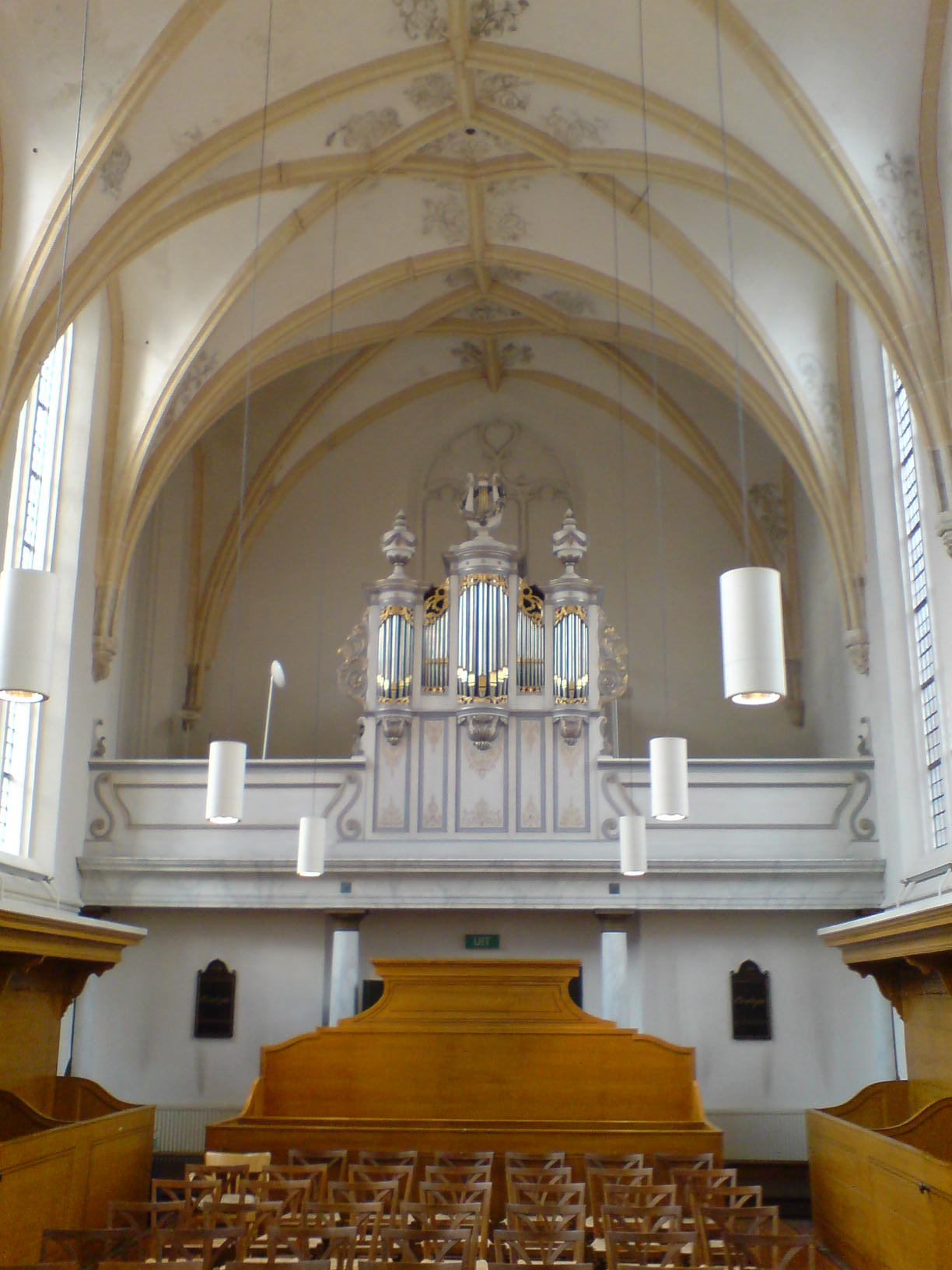
Interieur van de Waalse kerk.

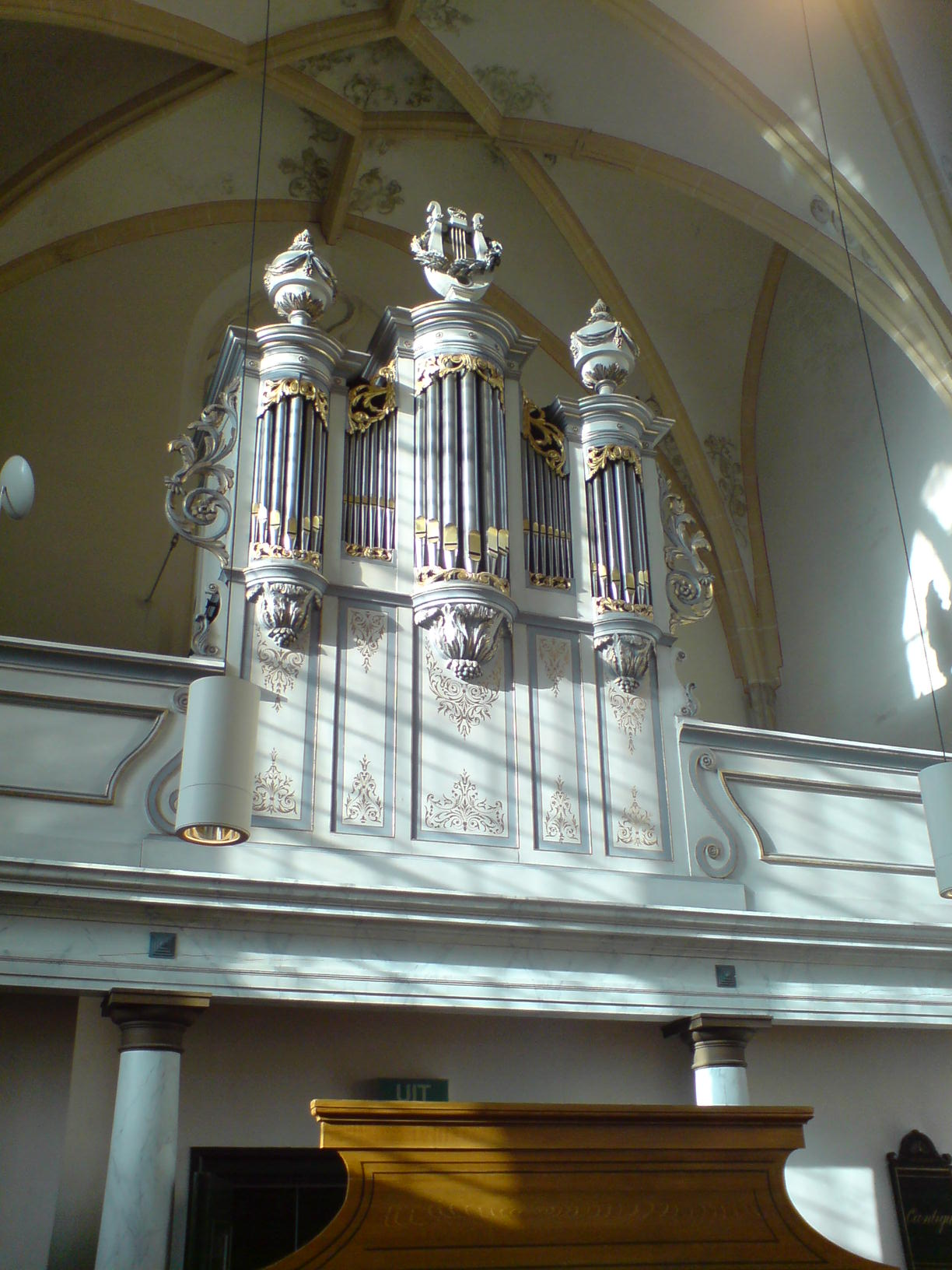
Het door Johannes Wilhelmus Timpe vervaardigde pijporgel in de kerk.

De Waalse kerk is een religieus bouwwerk in Zwolle. Vanaf 1686 is de Zwolse Waals Hervormde gemeente gehuisvest in het kerkgebouw waarin nog steeds diensten in het Frans gehouden worden.

## Het kerkgebouw
De kerk verrees als kapel van een omstreeks 1360 gesticht convent van de Zusters des Gemenen Levens, die zich aan Sint Geertruid Kadeneter wijdden. Aan dit gegeven ontleent het bouwwerk ook de naam Geertruidskapel of Kadenetershuis. Afgaande van tekst in de koorsluiting is het huidige bouwwerk in 1504 voltooid. In 1686 werd de kapel als Waalse kerk in gebruik genomen. 
Door het aan de linker zijde gelegen achtkantige traptorentje is de voorgevel asymmetrisch van vorm. 
De Waalse kerk bevindt zich aan de Schoutenstraat en is volledig ingebouwd tussen andere gebouwen.

## Het orgel
De Waalse kerk bevat een klein pijporgel. Dit in 1821 door Johan Wilhelm Timpe gebouwde orgel bevond zich aanvankelijk in de Sint-Dominicuskerk aan de Carolieweg te Groningen. In 1840 werd het door de orgelmaker P. van Oeckelen uit Harendermolen naar Zwolle overgebracht. In 1892 werd het instrument door de Kamper Orgelmaker Jan Proper uitgebreid met een tweede manuaal in de vorm van een "dwarswerk". Latere wijzigingen waren van de hand van de orgelmakers Bik en Kamp. Daarna is het orgel in twee fasen (1977 en 1987) gerestaureerd door Flentrop Orgelbouw te Zaandam. Hier volgt de dispositie:
| Hoofdwerk         |     |
| Bourdon           | 16' |
| Praestant         | 8'  |
| Holpijp           | 8'  |
| Octaaf            | 4'  |
| Fluit             | 4'  |
| Woudfluit         | 2'  |
| Mixtuur III-IV st |     |

| Dwarswerk      |    |
| Doesfluit      | 8' |
| Viola da Gamba | 8' |
| Flageolet      | 4' |
| Cornet III st  |    |

| Pedaal                    |
| aangehangen aan hoofdwerk |

Speelhulp: Tremulant op gehele orgel